# Miss Meadows
Miss Meadows  è un film del 2014 diretto da Karen Leigh Hopkins.

## Trama
Miss Meadows è una maestra elementare di provincia, ben educata, dolce e premurosa, che tuttavia cela un animo impetuoso. Portando con sé una pistola, la signorina Meadows nel suo tempo libero è infatti solita assumere i panni di vigilante. Mentre inizia una relazione sentimentale con lo sceriffo, dovrà fronteggiare una serie di criminali rilasciati prematuramente da una non lontana prigione. L'asprezza della realtà metterà alla prova la sua visione del mondo e i modi ingenui e fuori del tempo con cui ci si rapporta.

## Produzione
Produzione indipendente dal budget limitato, Miss Meadows è stato girato nel mese di agosto 2013 a Cleveland.

## Distribuzione
Dopo essere stato proiettato al Tribeca Film Festival il 21 aprile 2014, Entertainment One Films ha comprato i diritti per distribuire il film nelle sale cinematografiche statunitensi dal 14 novembre 2014.

## Accoglienza
Il film è stato accolto da giudizi mediocri. Per Indiewire, secondo cui la prima parte del film sembra un misto di Mary Poppins e L'angelo della vendetta (Ms. 45), la prima regia di Karen Leigh Hopkins risulta «molle e indisciplinata». Anche secondo il The Hollywood Reporter, che ha apprezzato l'interpretazione della protagonista Katie Holmes, Karen Leigh Hopkins non è riuscito a rappresentare al meglio i cambiamenti di tonalità della trama bizzarra.